# محمد تراث نبي (فلم)
محمد تراث نبي (بالإنجليزية: Muhammad: Legacy of a Prophet) هو فيلم أمريكي تصل مدته إلى ساعتين مزج سيرة النبي محمد مقتصرًا على الروايات الصحيحة بسيرة عائلات وشخصيات إسلامية تصارع البقاء في الولايات المتحدة الأميركية. صديقان يهوديان اعتنقا الإسلام، وحاولا أن يقدما شيءً للدين الجديد الذي آمنا به بعد رحلة طويلة من البحث عن الحقيقة. فقدما هذا الفيلم في إخراج فني راقٍ، وتوزيع درامي مثير للأحداث يغوص إلى أعماق الشخصية الإسلامية، ويمزج الماضي بالحاضر، وكأنه يقول لنا:
«هذا محمد... وهؤلاء أتباع محمد». عرض الفيلم شخصية النبي -- بصورة مؤثرة جدًا، ابتدأت بمسلسل متوالٍ من الأحداث من قُبيل ولادته إلى حين وفاته، يرويها مفكرون ومؤرخون غربيون، ومسلمون مقيمون في الغرب.

## القيم الإسلامية
حاول الفيلم أن يوصل حقيقة النبي محمد—بخطاب منطقي هادئ يلامس العقلية الغربية، ويجيب عن كل التساؤلات والشُّبه التي يكثر تداولها في أميركا والغرب بشكل عام بأسلوب منطقي متدرّج مع أحداث السيرة النبوية، كما أن الفيلم لم يكتف فقط بعرض أحداث حياة النبي ، بل أبرز من خلالها القيم الإسلامية الحقيقية التي انبنت عليها شخصية النبي ، ثم ينتقل المشهد بعدها إلى نماذج حية من المسلمين في أميركا تعيش حياتها وفق هذه القيم... قيم الإصلاح والعدل والعطاء والإيجابية والتفاعل.
تولت شبكة (PBS) التلفزيونية الأميركية إنتاج هذا الفيلم الذي استغرق إعداده ثلاث سنوات. ولم يكن الفيلم جديدًا على الساحة الفنية، لكن إساءة الصحيفة الدنماركية للنبي  ساعدت في تسليط الضوء عليه مجددًا، فقد عرض الفيلم لأول مرة في قناة (PBS) يوم الأربعاء 18 من ديسمبر الساعة التاسعة مساءً من عام 2002م، وشاهده الملايين في أميركا وعرض من دون فواصل إعلانية على 340 محطة أميركية مغطيا بذلك 97 في المئة من الولايات المتحدة الأميركية وامكن ساعتها متابعة الفيلم الوثائقي في الوقت ذاته في جنوب كندا.
ترجم الفيلم إلى الكثير من اللغات وبثه في (national geographic channel) في ديسمبر من العام 2003 والتي تغطي قطاعا كبيرا من الولايات المتحدة وكندا بالإضافة إلى الكثير من البلدان الأخرى، وفي 20 يونيو العام 2006 اعيد بث الفيلم على تلفزيون زقهيلثس بتصريح من PBS كما اعيد بثه في جميع أنحاء الدنمارك في الثاني والعشرين من أبريل العام 2006 عقب نشر الرسوم المسيئة عن النبي محمد علاوة على ذلك استعان به المجلس القومي للكنائس فيالولايات المتحدة بغرض شن حملة للمساعدة في تعريف مسيحيي أميركا بالدين الإسلامي
ولإزالة سوء الفهم والحد من الصور الذهنية والنمطية حول الإسلام ونبي الإسلام والمسلمين.
واعيد بث الفيلم أكثر من 500 مرة في مختلف القنوات الأميركية وترجم إلى الكثير من اللغات كما عرض الفيلم في الكثير من الدول ومتوافر في أكثر من 23 الف مدرسة ومكتبة أميركية ولضمان انتشار الفيلم وتحقيقا لغرضه فقد ارسلت نسخة من هذا الفيلم إلى كل سيناتور في جميع أنحاء أميركا وكذلك إلى كل عضومن أعضاء مجلس النواب ووضعت نحو15.000 نسخة من الفيلم في المدارس العامة في جميع أنحاء الولايات المتحدة.
ولقد عرضته آلاف المؤسسات بما فيها الجامعات (على سبيل المثال جامعة هارفرد وجامعة كاليفورنيا وجامعة يال) والمعارض (معرض سميثونيان) والمنظمات والهيئات الدينية (المجلس الوطني للكنائس الأميركية والجمعية الإسلامية لأميركا الشمالية) بالإضافة إلى المؤسسات الأخرى مثل مؤسسة رويترز كونغرس.

## تجاهل غريب
وعلى الرغم من الجهل الكبير بالفيلم في البلدان العربية، والتجاهل الغريب من قبل قنوات العالم العربي للفيلم، إلا أنه قوبل بالحماس الشديد من مشاهدي قناة (PBS) حيث وصل إلى البريد الإلكتروني للقناة أكثر من (630.000) رسالة، من نحو373.000 مستخدم فقط في أول شهر من عرضه، علاوة على ذلك فقد تلقى مكتب PBS في واشنطن العاصمة 5000 رسالة في أول أسبوعين من عرض الفيلم بالإضافة إلى آلاف الرسائل الأخرى التي تلقتها المواقع الإلكترونية التابعة للشركات والمؤسسات المشتركة في هذا الفيلم أما في الصحافة الأميركية فجاءت أكثر المراجعات التي كتبت عن الفيلم في أكثر من مئة صحيفة أميركية ايجابية ومتفاعلة مع الإنجاز المتميز وفي شتاء العام 2003 أصبح إصدار الفيديو وإصدار ال DVD من فيلم «محمد: تراث نبي» هما أعلى المبيعات لدى PBS على مدى أشهر عدة.

## يهوديان أسلما
مايكل وولف هو صانع الفيلم الأول، ولد لأب يهودي وأم مسيحية، ذهب لإفريقية، كان مهتمًا منذ صغره بقضية العنصرية وتأثيراتها على البشرية، اضطر للعيش في إفريقية ثلاث سنوات، وهناك لاحظ أن لا وجود للعرقية.. فلا فرق بين الأسود والأوروبي.. حيث الإسلام وحّدهم.
في منتصف العشرينات من عمره ذهب للمغرب وهناك كانت بداية إسلامه.قائلًا: «كان الحج أبرز شيء جذبني للإسلام قبل أن أُسلم. وعندما أصبحت مسلماً بعد عشرين عاماً من التفكير في الأمر كان أول ما أردت فعله هو الذهاب للحج، وعندما طفت حول الكعبة -لأول مرة- كنت في حالة
انبهار، أنت في الواقع تضع الله في مركز حياتك».أما صديقه الآخر (ألكسندر كرونمر Alexander Kronemer) فلم تختلف حياته هو الآخر عن حياة صديقه، اعتنق الإسلام بعد عملية بحث عن الحقيقة يقولها عن نفسه بعد مراجعة لفيلم «آلام المسيح». ألكسندر أحد صناع فيلم محمد وهو مؤلف ومحاضر وصانع لأفلام وثائقية في الإسلام وحوار الحضارات.ولد ألكسندر لأب يهودي وأم مسيحية، كتب العديد من المقالات في مختلف الصحف
الأميركية وحاضر في عدد من المحاضرات عن الإسلام خاصة بعد أحداث الحادي عشر من سبتمبر.أما Michael Schwarz (مايكل شيرز) وهو مخرج هذا الفيلم له خبرة طويلة في مجال الإخراج التلفزيوني تزيد على العشرين عامًا، بعد ذلك انتقل للعمل كصانع لأفلام وثائقية لقناة (PBS)،
درس في ماليزيا وسنغافورة في صناعة التقارير المصورة.
قامت شركة (Kikim Media) بإنتاج الفيلم وهي شركة متخصصة من عشرين سنة في التحقيقات الصحفية، مستخدمة أحدث التقنيات الفنية المتوفرة من إنترنت أو تلفزيون، مع متابعة دقيقة لصحة المعلومات. شعارها «قصة حقيقية، تُنشر بصدق، يمكنها أن تغير في حياة الناس».
وشارك في إنتاج الفيلم (Unity Productions Foundation) (UPF) وهي منظمة غير ربحية تُعنى بإنتاج أفلام عن الثقافات في العالم، وبالأخص الروحية منها لزيادة التفاهم والتعاون بين شعوب العالم، ويُعدّ هذا الفيلم هو الأول من إنتاجها. يُذكر أن عائلة القرشي السعودية ذات المشاريع التجارية قد ساهمت في دعم هذا الفيلم، وهي كما سماها الفيلم: (The Qureishi Family نتج عن عرض الفيلم مشروع (the islam project) الذي يُعنى بتنشيط الوعي الإسلامي في جميع القطاعات الاجتماعية وبإشراف أكثر من منظمة، وقد صرحت منظمة (Active Voice)
وهي تحت مظلة (PBS) أنه من أنجح البرامج التي وصلت إلى جمهور كبير، ولا يزال هذا المشروع قائمًا. كما أُرفق مع الفيلم خدمة إضافية تعرض خطوات الحج خطوة، خطوة عن طريق الفلاش.

## بيئة مكة
يبدأ الفيلم بتوصيف سريع لبيئة مكة قبيل بعثة النبي ، حيث كانت الجزيرة العربية تواجه إعصار الفناء، والثارات الداخلية، والجوع، والخرافة، وكانت القبيلة أكثر الأشياء قداسة عند العرب، لكن النبي محمد جاء وأعطاهم الأمل والأمان من جديد، والآن يتبعه مليار ومائتا مليون مسلم، في أميركا وحدها سبعة ملايين مسلم. تتوزع سيرة النبي  بترتيب متناسق ينساب بين متحدثين رئيسين في الفيلم منهم (آرمستونج) مؤلفة كتاب «محمد»، والداعية حمزة يوسف، والبريفسور شريف بسيوني، وأستاذ الدراسات الإسلامية سيد حسين، و (جون فول) أستاذ التاريخ الإسلامي... وتبدأ السيرة بولادته  مرورًا بالأحداث الكبرى في حياته: رحلاته التجارية إلى الشام، ومن ثم زواجه بخديجة -رضي الله عنها- إلى خلواته في الصحراء وغار حراء حين نزل الوحي عليه، وكانت نقطة التحول الكبرى.
يتوقف الفيلم مع قصة إطفائي أميركي مقيم في الولايات المتحدة، قادته عنصرية أميركا إلى التفكير في الإسلام حتى وجد فيه حياته. ثم يعود المشهد إلى حياة النبي ﷺ، حيث وصلت إلى أوائل أيام الدعوة، في مرحلة «وأنذر عشيرتك الأقربين»، ومن مراحل الإنذار والصدع بالدعوة، يتوقف الفيلم ليجيب عن سؤال: ما هو القرآن؟ ليفصل في الجواب طرق نزول الوحي على النبي ﷺ، وكيف كان النبي يلقيه على أصحابه ثم يدونه كتّأب الوحي. وفي ذات السياق تقول المؤرخة «آرمستونج»: لقد كان القرآن مؤثرًا وساحرًا ليس فقط في محتواه، بل في جماله الذي يؤثر في غير الناطقين بالعربية أيضًا.

## الإنسان الكامل
وتضيف: على الرغم من هذا الوحي الذي يأتي عن طريق الاتصال الإلهي كان محمد يحرص دائمًا على التأكيد على عدم ألوهيته، وطالما حذّر أتباعه من أن يفعلوا به ما فعله المسيحيون مع عيسى، المسلمون أخذوا الأمر بجدية، لكنهم يرون في محمد الإنسان الكامل الذي تجسد
الإسلام من خلاله. ثم ينتقل الفيلم إلى مشهد آخر فبعد المضايقات التي لاقاها النبي ﷺ في وبعد سنوات الحصار الشديدة التي عانى منها المسلمون في مكة، ومن ثم وفاة عمه أبو طالب وزوجته خديجة، وبعد ثلاث عشرة سنة من الدعوة ولم تزد الأمور إلا سوء، كان ينتظر الرسول ﷺ أعظم تجربة في حياته كنبي، وهي الإسراء والمعراج.
بعد تفصيل لحادثة الإسراء المعراج، يتحول الفيلم إلى حدث آخر من أهم أحداث السيرة النبوية وهي الهجرة إلى المدينة، وفيها بدأت الدولة الإسلامية الأولى، وجاء الإذن المحدود بالقتال والدفاع عن النفس، ليخوض الفيلم في تفاصيل أكبر الغزوات التي تعرض لها المسلمون، وهي غزوة بدر، وغزوة أحد، وغزوة الخندق... لكنه يتوقف بعدها مع المفهوم الخاطئ للجهاد الذي قاد إلى عمليات
الحادي عشر من سبتمبر، مدعمًا هذا الحديث بمشاهد من معاناة الجالية المسلمة في أميركا بعد حادث تفجير مركز التجارة العالمي.
يستمر الفيلم في طريقة المزج المميزة بين تفاصيل السيرة النبوية والقيم الإسلامية العميقة في الشخصية الإسلامية المعاصرة، إضافة إلى نماذج حية من مسلمين مقيمين في أميركا.ويصل الفيلم إلى حجة الوداع، وبتوصيف إنساني بديع يعرض الفيلم آخر اللحظات في حياة النبي قالب:الصلاة التي بدأت واضحة من خلال كلماته في خطبته في حجة الوداع، ومن ثم عودته إلى المدينة وبداية معاناته مع المرض.

## فكرة الفيلم
ذكر «الكس كرونيمر» منتج الفيلم في تصريحات لموقع «سويس انفو» عن الإنترنت يوم الثلاثاء 17/12/2002 ان فكرة إنتاج هذا الشريط راودته عندما كان يشارك في شبكة CNN في تغطية شعائر الحج العام 1998 وعلم أن تلك التغطية تابعها رقم قياسي من المشاهدين في أنحاء العالم وصل إلى أكثر من 600 مليون مشاهد.
بعد عودة كرونيمر من تغطية شعائر الحج، اتصل بصديقه الكاتب الأميركي المسلم «مايكل وولف»، واتفقا على الشروع في جمع الأموال اللازمة لإنتاج فيلم خاص عن حياة النبي محمد وتراثه الخالد، وكيف أنه تمكن من تغيير تاريخ العالم خلال 23 عاما، وما زال يواصل التأثير العميق في حياة ألف ومائتي مليون مسلم في العالم. ويستهدف الفيلم -كما يوضح كرونيمر- تعريف الشعب الأميركي والمشاهدين في الغرب بحقيقة الإسلام، بعيدا عن الصور النمطية السلبية التي تُروِّج لها هوليود أحيانا.

## كل عناصر التشويق
من خلال معرفة كرونيمر كمحاضر وكاتب بما يعجب الجمهور الأميركي في طريقة السرد، وإعجاب الأميركيين بقصص النجاح الشخصي والتغلب على الصعاب والتحديات، وجد الكاتب ألكس كرونيمر في حياة وسيرة الرسول محمد كل عناصر التشويق من خلال صعود سلم النجاح الشخصي لطفل وُلِد يتيما في مجتمع قبلي لم يكن يبشر بفرصة له في الارتقاء، ومع ذلك تمكن من خلال أمانته وكرم أخلاقه وإخلاصه في العمل أن يصبح أعظم شخصية في التاريخ البشري.
أضاف كرونيمر أن سيرة النبي محمد تُجسِّد كذلك الصراع بين الخير والشر، وبين التوحيد والشرك، وهي قصة مألوفة لدى غالبية المسيحيين من خلال قصص النبيين موسى وداود وغيرهما. لذلك سيسهل عليهم استيعاب سيرة كفاح النبي محمد. كان التحدي الكبير الذي واجه منتجي الفيلم هو كيفية تقديم قصة حياة النبي محمد في فيلم على الشاشة دون عرض أماكن حياته والشخصيات الرئيسية من الصحابة. لم يكن من المناسب الاكتفاء باستخدام مناظر خلابة للصحراء في مكة ولقطات بارعة للشروق والغروب على رمال تلك
الصحراء، ولمشاهد طواف ملايين الحجاج حول الكعبة الشريفة؛ لذلك طرأت لمنتج الفيلم فكرة أن يتم تعريف المشاهدين بحياة الرسول وسنته من خلال الأثر الباقي لتراثه في حياة المسلمين، وخصوصا المسلمين في الولايات المتحدة وتجاربهم.
في أول نصف ساعة من الفيلم الذي تبلغ مدته حوالي ساعتين، يمزج مخرج الفيلم بطريقة ماهرة بين صوت الراوي ومشاهد للمسلمين من كافة الأجناس حول الكعبة، يجمعهم صوت مؤذن يدعو للصلاة، ويتخلل الحقائق المنسابة بصوت الراوي مقاطع من تعليقات المؤرخين وخبراء الأديان وأساتذة مرموقين في الدراسات الإسلامية. من هؤلاء المعلقين البروفيسور «جون فول» أستاذ الدراسات الإسلامية بجامعة «جورج تاون» الأميركية، والدكتور شريف بسيوني المصري الأميركي مؤلف كتاب «مقدمة إلى الإسلام» الصادر عام 89 الذي يشرح فيه جوانب مختلفة من السيرة النبوية، والعلاقة بين الديانات الثلاثة. والمؤرخة البريطانية «كارين أرمسترونج» التي أشارت إلى أن النبي محمد تمكن خلال 23 عاما منذ نزول الوحي عليه من تحويل شبه الجزيرة العربية من ساحة للمعارك والمصادمات القبلية الشرسة إلى مجتمع يسوده الأمن والأمان، سرعان ما انطلقت منه شعلة الحضارة الإسلامية إلى العالم أجمع.

## نماذج من مسلمي أميركا
من خلال عدد من الشخصيات العادية من المسلمين الأميركيين، يتعرف المشاهد الأميركي على مبادئ الديانة الإسلامية من خلال القرآن والسنة النبوية، مثل وحدانية الخالق، وأنه إذا كان المؤمن مطيعا لربه فيجب أن يكون في خدمة عبادة، وأن المسلمين يتحملون مسؤولية إنصاف المظلومين وإحقاق الحق، وأنه من خلال الأعمال الصالحة يتحمل المؤمن مسؤولية اختيار طريق النجاة، وأنه إذا أراد المسلم إصلاح المجتمع الذي يعيش فيه فعليه أن يبدأ بنفسه أولا من خلال جهاد النفس.
من الشخصيات التي تقابلنا خلال الفيلم «كبفين جيمس» ضابط المطافئ في مدينة نيويورك الذي دخل إلى الإسلام في شبابه، والمهندس المعماري «ديزي خان» الذي نظم برنامجا للفنانين المسلمين يردون فيه على الحملة التي شُنت ضد المسلمين بعد أحداث 11 سبتمبر2001،
و«نجاح بازي» ممرضة العناية المركزية في ديربورن. رغم أن هذه المقابلات صرفت الانتباه عن سرد تاريخ حياة الرسول فإنها زودت المشاهدين بالعناصر الرئيسية التي تفسر وتشرح تراث النبي. باستخدام لوحات الخط العربي التي رسمها الفنان الأميركي المسلم محمد زكريا يتعرف من يشاهد الفيلم الوثائقي الجديد على مآثر خالدة من توصيات الرسول الكريم التي تعيش يوميا في ممارسات المسلمين الحياتية كقوله «يسر ولا تعسر»، و«لا ضرر ولا ضرار».

## تصحيح المفاهيم
يُعتبر هذا الفيلم بالنسبة للأميركيين غير المسلمين منجما ذهبيا يتعرفون من خلاله على بساطة النبي وأمانته التي تظهر من خلال عرض حياته. ويطول التعليق المصاحب للفيلم أحيانًا؛ في محاولة لتصحيح بعض المفاهيم الخاطئة الشائعة عن الإسلام؛ حيث يتبع الفيلم مسارا جميلا بين المهارة في تحليل وشرح الصور الشائعة عن المسلمين؛ مثل: لماذا منح الله للرجل المسلم أن يتزوج 4 نساء، وكذلك شرح مفهوم الجهاد. وفي الواقع فإن مدة الفيلم التي تبلغ ساعتين ليست كافية لتصحيح المفاهيم الخاطئة عن الإسلام، بالإضافة لسرد قصة النبي، لكن المؤلف «مايكل وولف» أحد منتجي الفيلم يقول في مقابلة خاصة لشبكة «إسلام أون لاين.نت» الثلاثاء 17-12-2002: «هذا برنامج وثائقي تلفزيوني، وواجهتنا في إنتاجه تحديات كثيرة.. حيث كنا في حاجة لضغط المادة وانتقاء المعلومات».
وتابع وولف: «إن الفيلم الذي استغرق إعداده 4 أعوام كان من الممكن أن يصبح أفضل كثيرا لو كان لدينا عامان آخران.. وأتمنى أن يفتح الفيلم الطريق للآخرين، ويشجعهم على عمل أفلام أفضل منه».

## وصلات خارجية
- مقالات تستعمل روابط فنية بلا صلة مع ويكي بيانات

نبذة عن الفيلم